# Buefjorden
Buefjorden er en fjord yderst i havgabet langs kommunegrænsen mellem Solund i syd og Askvoll i nord i Vestland fylke i Norge. Den indre del af fjorden ligger i Fjaler kommune. Buefjorden har en længde på cirka 16 kilometer og strækker sig fra vest mod øst.
Fjorden ligger på sydsiden af Bulandet, som fjorden er opkaldt efter, og Værlandet. På sydsiden af fjorden ligger øerne Ospa, Drivøyna, Færøyna, Buskøyna og Sula. På øen Sula går Hagefjorden mod syd. Fjorden strækker sig ind til øerne Lammetu og Lutelandet og her deler den sig i tre. På nordsiden af Lammetu starter Vilnesfjorden, syd for Lutelandet ligger Korssundsosen hvor Skifjorden fortsætter mod øst. Syd for Korssundsosen ligger Sakrisøyna og syd for denne starter Åfjorden. 
Indenfor Lutelandet ligger Bygdevågen og bebyggelsen Nordre Folkestad.